# Apophua cicatricosa
Apophua cicatricosa là một loài tò vò trong họ Ichneumonidae.